# Gare de Vila Olímpia
La gare de Vila Olímpia est une gare ferroviaire de la ligne sud de Fepasa (pt). Elle est située dans le district d'Itaim Bibi à la zone ouest de São Paulo.
Ouverte en 2001, c'est, depuis 1921, une gare de ViaMobilidade desservie par les trains de la ligne 9-Émeraude.

## Histoire
L'Estrada de Ferro Sorocabana a créé une gare avec le nom de Parada Traição (Halte Traição) entre les années 1950 et 1960 sur le site. Elle a été désactivée dans les années 1970 par la FEPASA, avec la reformulation de la Ligne Sud.
La gare a été construite par CPTM, lors du projet "Dynamisation Ligne Sud", et a été inaugurée le 23 mars 2001. Elle est située à Vila Olímpia, à proximité de la station d'ascenseur Traição, propriété de la Empresa Metropolitana de Águas e Energia.
Le 20 avril 2021, il a été accordé au consortium ViaMobilidade, composé des sociétés CCR et RUASinvest, avec la concession d'exploiter la ligne pendant trente ans. Le contrat de concession a été signé et le transfert de la ligne a été réalisé le 27 janvier 2022.

## À proximité
- Vila Olímpia
- Shopping JK Iguatemi
- Shopping Vila Olímpia
- Usine São Paulo